# قائمة زملاء الجمعية الملكية المنتخبين في 1900
هذه الصفحة تعرض قائمة زملاء الجمعية الملكية المُنتخبين لعام 1900.

## الزملاء
- Ford North [الإنجليزية]‏
- جيمس غوردون ماكجريجور
- Joseph Jackson Lister [الإنجليزية]‏
- جيمس والكر [الإنجليزية]‏
- Henry Percy, 7th Duke of Northumberland [الإنجليزية]‏
- تشارلز ويلسون
- جون هورن [الإنجليزية]‏
- جون فارمر [الإنجليزية]‏
- Thomas Muir (mathematician) [الإنجليزية]‏
- والتر بالدوين سبنسر
- Philip Watts (naval architect) [الإنجليزية]‏
- Edgeworth David [الإنجليزية]‏